# Точный (миноносец)
«То́чный» — русский и советский эскадренный миноносец типа «Твёрдый».

## Строительство
Заложен на Охтинской судоверфи фирмы «В. Крейтон и Ко» в 1904 году, перевезен во Владивосток в разобранном состоянии. После сборки спущен на воду 10 декабря 1906 года. Вступил в строй Сибирской военной флотилии 15 октября 1907 года.

## Служба
30 октября 1907 года на миноносце произошло вооруженное выступление матросов.
Прошел капитальный ремонт корпуса и механизмов в 1912—1913 годах на Механическом заводе Владивостокского порта.
12 декабря 1917 года вошел в состав Красной Сибирской флотилии. Захвачен японцами 30 июня 1918 года, возвращён 25 октября 1922 года. В ноябре 1922 года вошел в состав Морских сил Дальнего Востока с переименованием в «Потапенко». Прошёл капитальный ремонт с марта по август 1923 года, с 16 октября 1925 года находился во Владивостоке на хранении. 29 апреля 1927 года исключён из списков судов РККФ с передачей на слом.

## Командиры
- 1907-1909г. Азаров Николай Николаевич МК 1900г. (18.04.1881-после 1935).
- 25.01.1909-08.07.1910г. Гернет Евгений Сергеевич МК 1902г. (17.08.1882–08.08.1943)
- 15.07.1910-10.1910г. Корсак Борис Викторович МК 1903г (06.10.1883-?).
- 1916г. Хартулари Владимир Иосифович МК 1907г. (17.09.1887-19.02.1968 Сан-Франциско).